# Orthoperus atomus
Orthoperus atomus là một loài bọ cánh cứng trong họ Corylophidae. Loài này được Gyllenhal miêu tả khoa học đầu tiên năm 1808.